# کارل کوهن
کارل کوهن (آلمانی: Karl Kühn; ۹ مارس ۱۹۰۴ – ۲۴ ژوئیهٔ ۱۹۸۶) دوچرخه‌سوار اهل اتریش بود.  وی در بازی‌های المپیک تابستانی ۱۹۳۶ شرکت کرده است.